# 台中市公車989路
台中市公車989路目前行駛自翁子經豐洲科技園區到圳前仁愛公園；延駛路線自翁子行駛至神圳國中。

## 歷史
- 2016年6月27日：通車。
- 2017年2月10日：增設「仁洲豐北街口」。
- 2017年4月10日：新開闢「989延 （翁子—圳前仁愛公園—神圳國中）」，並調整主線發車時刻。
- 2017年8月20日：「豐原郵局」更名為「臺灣企銀（豐原郵局）」。
- 2017年11月10日：增設「神洲路592巷口」。
- 2017年12月1日：增設「神洲豐洲路口」。
- 2018年2月12日：增設「科技園區滯洪池」。
- 2018年3月1日：「豐中大順街口」更名為「三豐大順街口」。
- 2018年12月3日：「豐原火車站」更名為「豐原車站」。
- 2019年1月11日：「頂街」更名為「頂街（中正路）」。
- 2019年3月11日：增設「豐村國小（豐原大道）」。
- 2019年12月30日：調整部分班次發車時刻。
- 2020年1月1日：延駛路線調整行駛動線，新增「寶山宮」、「神岡光復路口」兩站，並增停「車站前（和平路）」既有站位，取消停靠「山皮」、「福連公司」兩站，並調整部分班次發車時刻。
- 2020年7月1日：調整神岡區豐洲科技園區之行駛路線，並取消停靠「科技園區滯洪池」站；另微調「豐洲汙水廠」站位。
- 2020年9月28日：調整神岡區行駛路線，取消停靠和睦路一段575巷之「永進家園」，以及成都路之「成都中平路口」、「成都土地公廟」等站，新增停靠新興路之「永進家園」，及中平路之「中平成都路口」、「中平成功路口」等站，並增停「庄尾(和睦路)」既有站位。
- 2020年12月7日：「電信局」更名為「豐原電信局」。
- 2021年1月15日：增設「國豐神洲路口」。[3]
- 2021年12月3日：「豐洲汙水廠」更名為「豐工南豐工三路口」；另該站牌往東遷移約80公尺。
- 2022年9月9日：調整豐原區行駛動線，取消停靠「頂街（中正路）」，新增停靠「豐原轉運中心」（停靠第4月台）。
- 2024年9月1日：於神岡區新增「南天行修院」站。

## 路線基本資料
主線全程行車里數約22.4公里。雙向皆設53站。延駛路線全程行車里數約24.1公里。雙向皆設59站。
本路線自翁子保養廠起，沿豐原區豐勢路二段、豐原大道五、四段、南陽路、永康路、安康路、陽明街、中興路、中山路、中正路、三豐路一段、豐北街、豐工路、神岡區豐工路、豐工南路、豐工中路、豐工三路、堤南路、神洲路506巷、神洲路、豐洲路、圳前路、和睦路一段212巷、和睦路一段、和睦路一段575巷、新興路、中平路、成都路、成功路、中平路、神清路、和睦路一段95巷、和睦路一段、神清路、中山路1720巷到圳前仁愛公園。延駛路線續行神岡區和平路、光復路276巷、光復路、神岡路、三民南路、中山路、神清路到圳前里。

### 時刻表
- 時刻表僅供參考，請以豐原客運網站公告為準。

989
| 台中市公車989路平/假日時刻表 | 台中市公車989路平/假日時刻表 | 台中市公車989路平/假日時刻表 | 台中市公車989路平/假日時刻表 |
| ---------------------------- | ---------------------------- | ---------------------------- | ---------------------------- |
| 翁子保養廠開時刻             | 翁子保養廠開備註             | 圳前仁愛公園開時刻           | 圳前仁愛公園開備註           |
| 07:50                        | -                            | 06:30                        | -                            |
| 11:30                        | -                            | 09:10                        | -                            |
| 17:10                        | -                            | 13:00                        | -                            |
| 18:50                        | -                            | 18:35                        | -                            |

989延
| 台中市公車989延平/假日時刻表 | 台中市公車989延平/假日時刻表 | 台中市公車989延平/假日時刻表 | 台中市公車989延平/假日時刻表 |
| ---------------------------- | ---------------------------- | ---------------------------- | ---------------------------- |
| 翁子保養廠開時刻             | 翁子保養廠開備註             | 圳前里開時刻                 | 圳前里開備註                 |
| 15:50                        | -                            | 17:15                        | -                            |

### 停站
- 參見右側站牌路線圖。[4][5]

### 收費
- 依里程計費；臺中市民刷電子票證享十公里免費。